# 가녕
가녕(嘉寧)은 중국 성한(成漢) 후주(後主)의 두 번째 연호이자 성한의 마지막 연호이다. 346년 10월에서 347년 3월까지 6개월 동안 사용하였다. 347년 3월, 동진(東晉)에게 멸망당하면서 폐지되었다.
같은 시기에 사용된 다른 연호로는 동진(東晉)에서 사용한 영화(永和 : 345년 ~ 356년), 전량(前凉)에서 사용한 건흥(建興 : 314년 ~ 361년), 후조(後趙)에서 사용한 건무(建武 : 335년 ~ 348년), 대(代)에서 사용한 건국(建國 : 338년 ~ 376년)이 있다.

## 연대대조표
| 가녕                | 원년            | 2년        |
| 서력                | 346년           | 347년      |
| 육십간지 (六十干支) | 병오(丙午)      | 정미(丁未) |
| 동진 (東晉)         | 영화(永和) 2년  | 3년        |
| 전량 (前凉)         | 건흥(建興) 34년 | 35년       |
| 후조 (後趙)         | 건무(建武) 12년 | 13년       |
| 대 (代)             | 건국(建國) 9년  | 10년       |

## 같이 보기
- 중국의 연호

| 이전 연호 태화(太和) | 중국의 연호 성한(成漢) | 다음 연호 - |